# Puchar Europy w Lekkoatletyce 1981
8. Puchar Europy w lekkoatletyce – zawody zorganizowane latem 1981 w Europie. Finał imprezy odbył się 15 i 16 sierpnia w Zagrzebiu w Jugosławii. 

## Finał Pucharu Europy

### Tabela końcowa
| Pozycja | Reprezentacja   | Punkty |
| ------- | --------------- | ------ |
| 1       | NRD             | 128    |
| 2       | ZSRR            | 124,5  |
| 3       | Wielka Brytania | 106,5  |
| 4       | Niemcy          | 97     |
| 5       | Włochy          | 75     |
| 6       | Polska          | 74     |
| 7       | Francja         | 71     |
| 8       | Jugosławia      | 41     |

| Pozycja | Reprezentacja   | Punkty |
| ------- | --------------- | ------ |
| 1       | NRD             | 108,5  |
| 2       | ZSRR            | 97     |
| 3       | Niemcy          | 74     |
| 4       | Wielka Brytania | 74     |
| 5       | Bułgaria        | 72     |
| 6       | Polska          | 53,5   |
| 7       | Węgry           | 41     |
| 8       | Jugosławia      | 20     |

## Finał B

### Panowie
Zawody męskiego Finału B odbyły się 1 i 2 sierpnia w Atenach. Awans do Finału A, który 2 tygodnie później odbył się w Jugosławii wywalczyli lekkoatleci z Francji.

#### Tabela końcowa
| Pozycja | Reprezentacja  | Punkty |
| ------- | -------------- | ------ |
| 1       | Francja        | 85     |
| 2       | Węgry          | 78,5   |
| 3       | Czechosłowacja | 73,5   |
| 4       | Finlandia      | 70     |
| 5       | Hiszpania      | 62     |
| 6       | Grecja         | 48     |

## Półfinały

### Mężczyźni
Półfinały męskiego Pucharu Europy rozegrano 4 i 5 lipca 1981 roku w trzech europejskich miastach: Villeneuve-d’Ascq, Helsinkach oraz Warszawie. Pierwsze dwie reprezentacje, z każdego półfinału, awansowały bezpośrednio do sierpniowego finału.

#### Tabele końcowe
| Pozycja | Reprezentacja  | Punkty |
| ------- | -------------- | ------ |
| 1       | NRD            | 143    |
| 2       | Włochy         | 125    |
| 3       | Francja        | 109    |
| 4       | Czechosłowacja | 95,5   |
| 5       | Belgia         | 80,5   |
| 6       | Holandia       | 63     |
| 7       | Grecja         | 57     |
| 8       | Dania          | 44     |

| Pozycja | Reprezentacja   | Punkty |
| ------- | --------------- | ------ |
| 1       | Wielka Brytania | 134    |
| 2       | ZSRR            | 128    |
| 3       | Finlandia       | 115,5  |
| 4       | Jugosławia      | 88     |
| 5       | Bułgaria        | 83,5   |
| 6       | Szwecja         | 75     |
| 7       | Norwegia        | 64     |
| 8       | Turcja          | 20     |

| Pozycja | Reprezentacja | Punkty |
| ------- | ------------- | ------ |
| 1       | Polska        | 128    |
| 2       | Niemcy        | 127    |
| 3       | Węgry         | 126    |
| 4       | Hiszpania     | 102    |
| 5       | Szwajcaria    | 84     |
| 6       | Austria       | 64     |
| 7       | Portugalia    | 51     |
| 8       | Irlandia      | 40     |

## Eliminacje
Runda eliminacyjna dla najsłabszych ekip odbyła się w Esch-sur-Alzette na terenie Luksemburga 20 i 21 czerwca. Pierwsze trzy ekipy awansowały do dalszej rywalizacji.

### Tabela końcowa
| Pozycja | Reprezentacja | Punkty |
| ------- | ------------- | ------ |
| 1       | Dania         | 71     |
| 2       | Turcja        | 69     |
| 3       | Irlandia      | 64     |
| 4       | Islandia      | 58     |
| 5       | Luksemburg    | 37     |